# 和歌山市立日進中学校
和歌山市立日進中学校（わかやましりつ にっしんちゅうがっこう）は、和歌山県和歌山市秋月にある公立中学校。

## 沿革
- 1947年（昭和22年）5月3日 - 和歌山市三田・宮・宮北小学校を学区として和歌山市立日進中学校が設立。

## 部活動

### 文化部
- 写真・科学部
- 美術部
- 吹奏楽部
- 合唱部
- 放送部
- 英語部
- 図書部
- 茶道部
- 園芸部

### 体育部
- 野球部
- バレーボール部
- 卓球部
- 陸上競技部
- 剣道部
- サッカー部
- バスケットボール部
- 柔道部
- 水泳部
- 硬式テニス部
- バドミントン部

## 通学区域
学区は、以下の小学校区である。
- 和歌山市立宮小学校
- 和歌山市立宮北小学校
- 和歌山市立三田小学校
- 和歌山市立太田小学校

## 通学区域が隣接している学校
- 和歌山市立東中学校
- 和歌山市立明和中学校
- 和歌山市立東和中学校
- 和歌山市立城東中学校
- 和歌山市立紀之川中学校
- 和歌山市立高積中学校